# Diego Avelino
Diego Alexandre Avelino (Pernambuco, 27 de março de 1987), é um ator brasileiro.

## Carreira

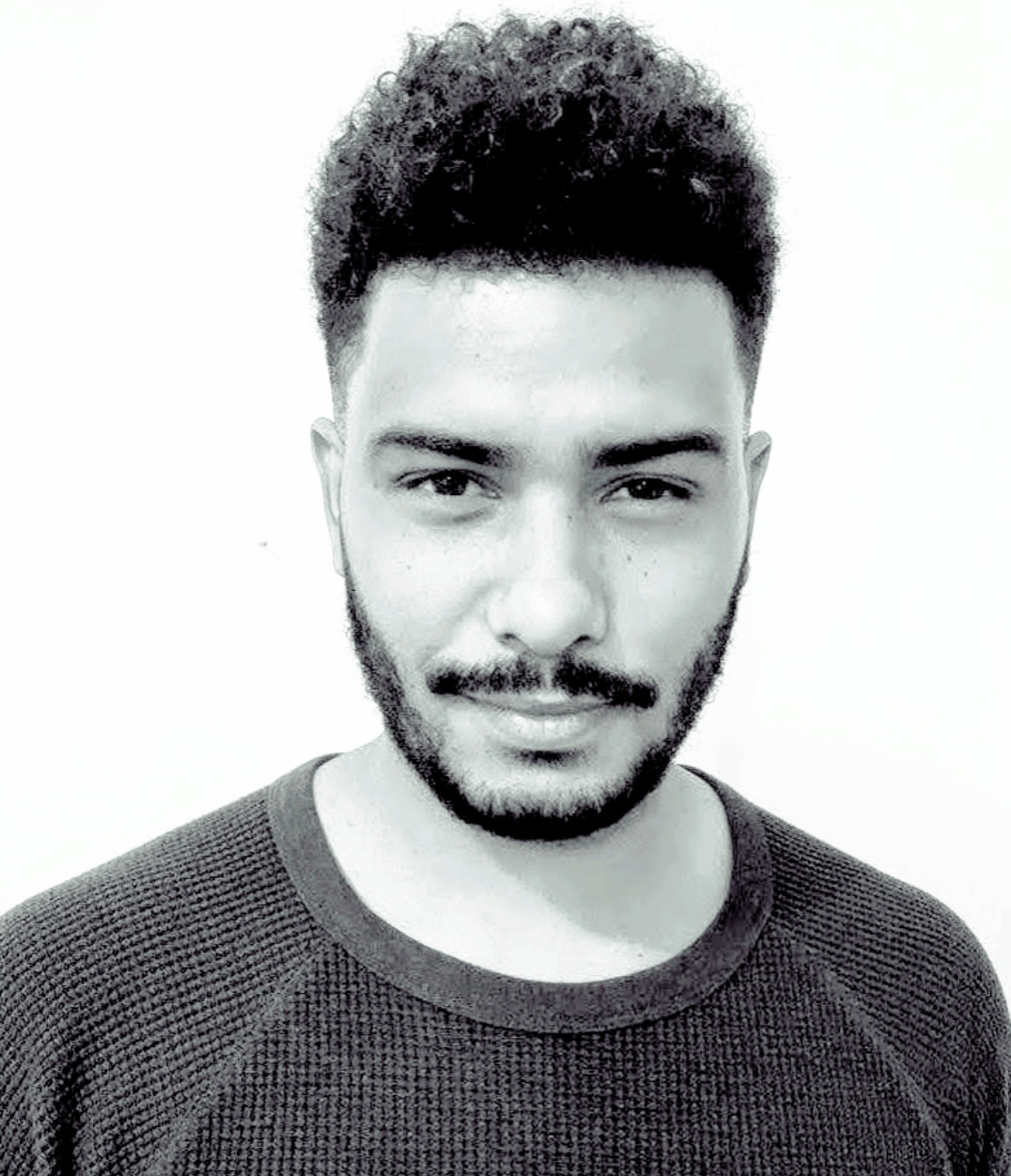

Diego Avelino iniciou sua trajetória artística na infância, escrevendo e dirigindo peças teatrais escolares. Aos 10 anos, começou a frequentar cursos livres de teatro, em que atuou em produções amadoras.
Sua carreira profissional teve início em 2007, após concluir o curso Formação de Palhaços para Jovens (FPJ) dos Doutores da Alegria, quando passou a realizar apresentações na periferia de São Paulo com a Trupe Fuleragem. Em 2008, integrou o grupo Grupo Clariô de Teatro, aprofundando sua experiência em teatro de grupo.
Em 2009, ingressou na Escola de Arte Dramática da USP, onde recebeu formação técnica e prática, o que contribuiu para seu desenvolvimento artístico e sua inserção na cena teatral paulistana. Concluiu o curso em 2014. Residente da periferia de São Paulo, manteve vínculos com movimentos artístico-culturais locais e consolidou sua carreira no cinema nacional.
Sua estreia no cinema ocorreu em 2017, no longa-metragem O Animal Cordial, dirigido por Gabriela Amaral Almeida, no qual interpretou Lúcio, garçom de um restaurante de classe média, que será palco de uma tentativa frustrada de assalto.
Em 2018, coestrelou o filme Meio Irmão, dirigido por Eliane Coster, como Jorge, um adolescente da periferia  de São Paulo, enfrentando conflitos pessoais e familiares. Por esse trabalho, recebeu o prêmio de Melhor Ator no Festival de Cinema de Caruaru em 2019.
Em 2020, atuou no longa-metragem Cordialmente Teus, dirigido por Aimar Labaki, interpretando Quincas, personagem de uma das dez histórias que compõem a narrativa. Em 2023, participou do curta-metragem Amar Nunca Seca, dirigido por Washington Calegari, que aborda a convivência de dois casais homoafetivos durante a pandemia da Covid-19.
Em 2024, integrou o elenco da série Jogo de Cena (ainda em pós-produção), dirigida por Toni Venturi e Val Gomes. Também conta com uma participação no sétimo episódio da segunda temporada da série Carcereiros (2019), dirigida por José Eduardo Belmonte; no filme Maníaco do Parque, dirigido por Mauricio Eça, no qual faz um policial civil; e em diversas campanhas publicitárias, tais como a campanha publicitária "Petrobrás 50 anos", dirigida por Kátia Lund.
Atualmente, Diego Avelino atua como ator, palhaço e professor, desenvolvendo projetos que utilizam a arte como ferramenta de transformação social. Sua atuação contínua em teatro, cinema e projetos culturais o posiciona como uma figura relevante na cena artística brasileira.

## Vida pessoal
Além de sua formação em Arte Dramática, Diego Avelino concluiu o curso de Letras em português-francês pela Universidade de São Paulo e pela Université Lumière Lyon 2, em Lyon na França.

## Filmografia

### Televisão

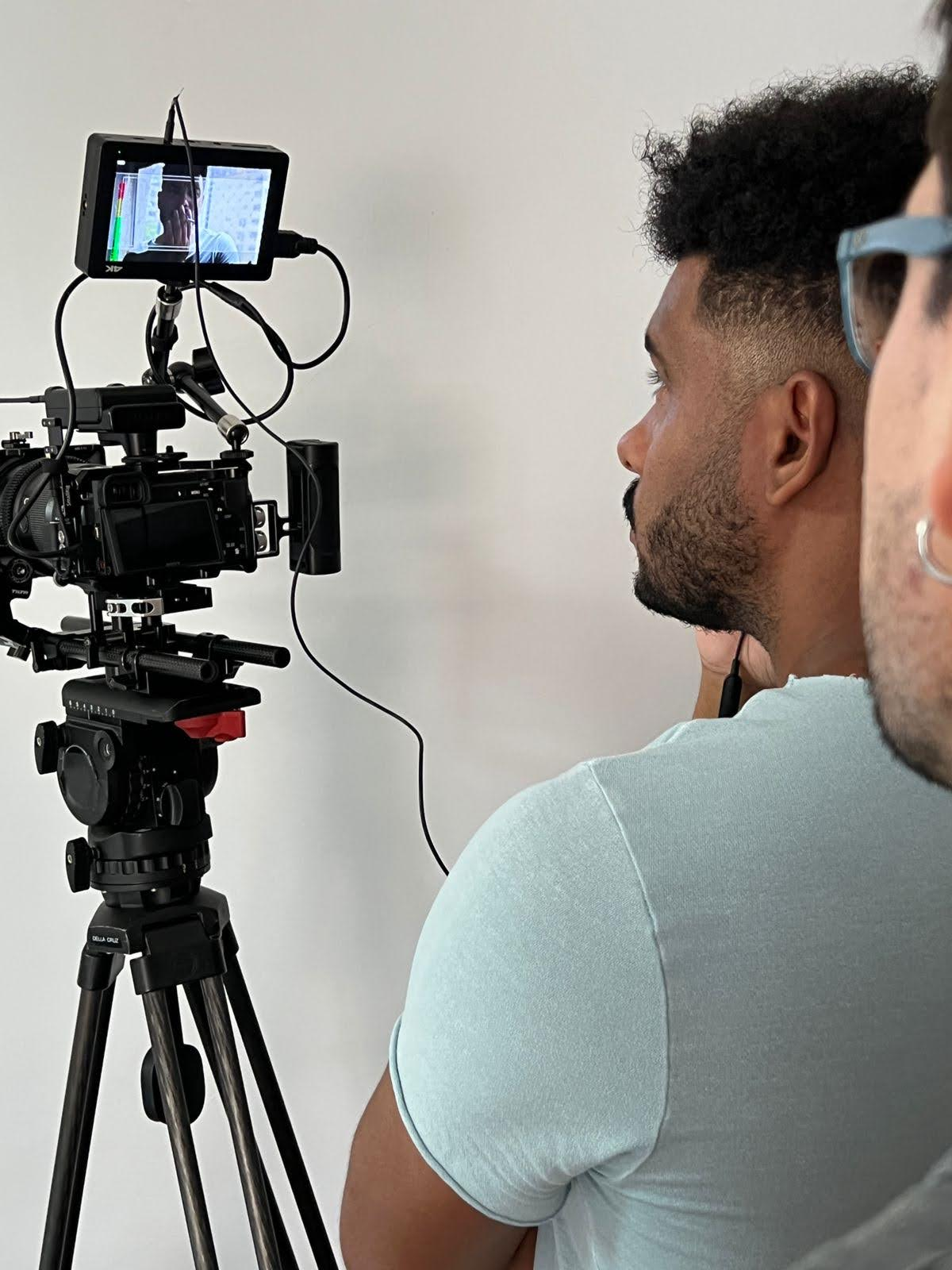

| Ano  | Título       | Personagem    | Notas                                    |
| ---- | ------------ | ------------- | ---------------------------------------- |
| 2019 | Carcereiros  | Kennedy       | Temporada 2, episódio 7 - "Amores Brutos |
| TBA  | Jogo de Cena | Diego Avelino | Série/ Em produção                       |

### Cinema

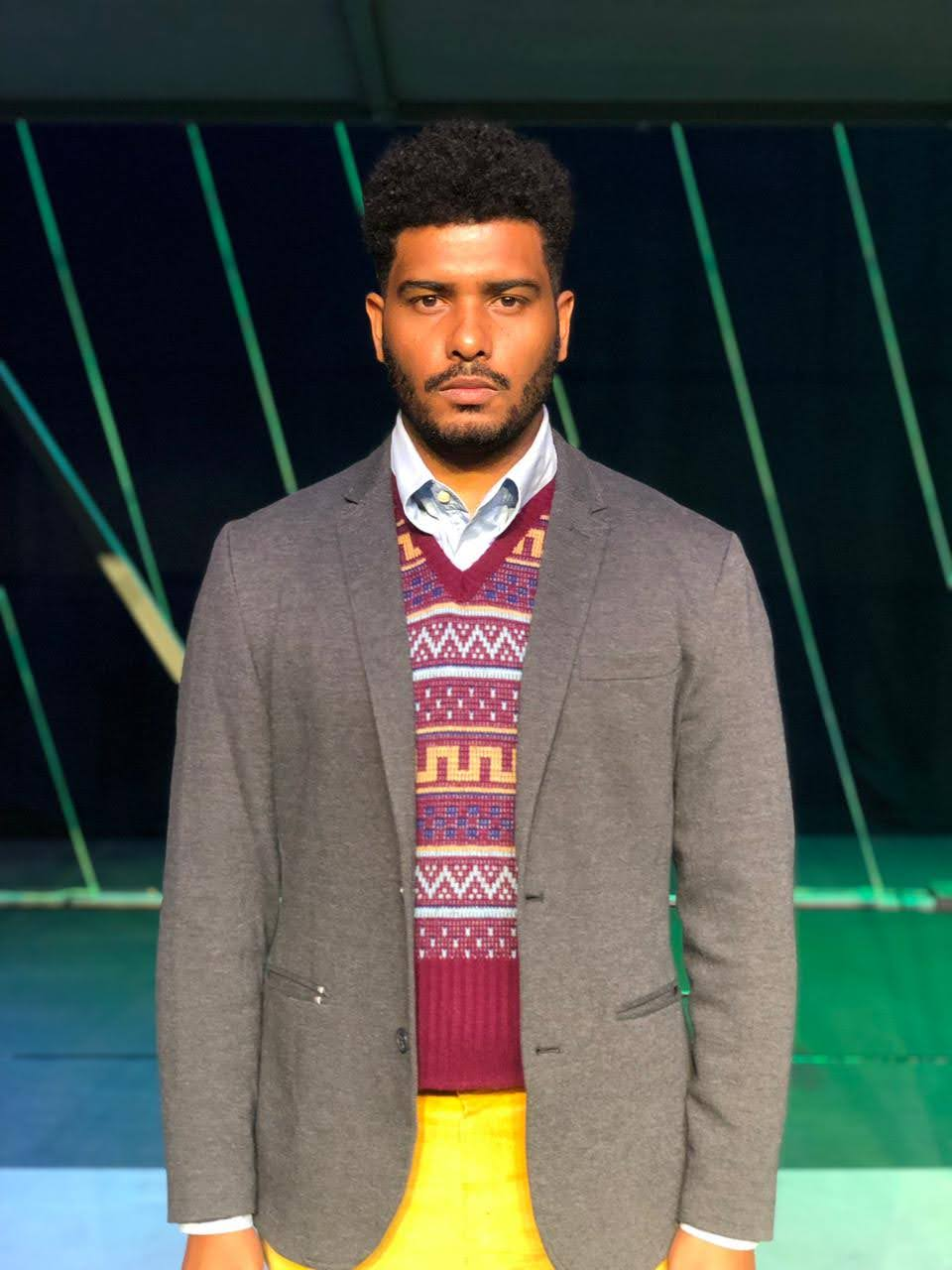

como ator
| Ano  | Título            | Personagem              | Nota           |
| ---- | ----------------- | ----------------------- | -------------- |
| 2017 | O Animal Cordial  | Lúcio                   | Longa-metragem |
| 2018 | Meio Irmão        | Jorge                   | Longa-metragem |
| 2022 | Cordialmente Teus | Quincas                 | Longa-metragem |
| 2022 | Amar Nunca Seca   | Antônio                 | Curta-metragem |
| 2024 | Maníaco do Parque | Policial civil clareira | Longa-metragem |

## Teatro
| Ano  | Peça                              | Personagem              |
| ---- | --------------------------------- | ----------------------- |
| 2007 | Fora do trilho                    | Palhaço Aurelino        |
| 2009 | A construção                      | Isidoro                 |
| 2009 | Quando eu era pequeno e nem sabia | Palhaço Aurelino        |
| 2011 | Urubú come carniça e vôa          | Poeta                   |
| 2012 | O pífaro – uma fábula musical     | Severino                |
| 2012 | B.O – uma lenda urbana humana?    | Garoto/narrador         |
| 2013 | Cabaret – A escada da Madame B.   | Severino                |
| 2014 | Cenas para usar luvas             | Marido/irmão            |
| 2021 | Tectônicas                        | ator stand-in (Marcelo) |

## Prêmios e indicações
| Ano  | Prêmio                             | Categoria      | Trabalho   | Resultado |
| ---- | ---------------------------------- | -------------- | ---------- | --------- |
| 2019 | 6.º Festival de Cinema de Caruaru  | Melhor ator    | Meio Irmão | Venceu    |
| 2020 | 26.º Prêmio Guarani                | Ator revelação | Meio Irmão | Indicado  |
| 2021 | 47.º Festival Sesc Melhores Filmes | Melhor Ator    | Meio Irmão | Indicado  |